# Karmen Guy
Karmen Guy är en amerikansk sångare, bosatt i New York. Hon dök först upp i omvärldens medvetande år 1994 i och med det kortlivade projektet Lewd Vagrant. Det bandet utvecklades sedan till Mad Juana, ett punk-flamenco-blueskollektiv, lett av Guy och gitarristen Sami Yaffa. Mad Juana har gett ut tre skivor och gjort flera turnéer runt världen, även om man alltid haft bäst chans att se det på någon av New Yorks klubbar.
Vid sidan av Mad Juana har Guy arbetat med gitarristen Richard Bacchus och fungerat som sångare för olika tillfälliga klubbprojekt. Hon hade också en av de bärande rollerna i filmen Freaks, Glam Gods and Rock Stars från år 2001. År 2005 hade hon äran att tillsammans med New York Dolls-sångaren David Johansen porträttera huvudattraktionen Sjöjungfrun och Kung Neptunus under New Yorks berömda karneval på Coney Island. Tidigare år har uppdraget gått till bland andra Queen Latifah, Moby och David Byrne.
Karmen Guy gifte sig år 2004 med sin långvariga livspartner Sami Yaffa.

## Grupper
- Lewd Vagrant
- Mad Juana

## Diskografi
- Skin Of My Teeth (Mad Juana, 1997)
- In Your Blood (Mad Juana, 2000)
- Acoustic Voodoo (Mad Juana, 2006)
- This Machine Costs $1 (Richard Bacchus & The Luckiest Girls, ?)

## Filmografi
- 2001 – Freaks, Glam Gods and Rock Stars